# 赤芽球島
赤芽球島(せきがきゅうとう 英名:Erythroblastic IsletまたはErythroblastic Island)あるいは赤芽球小島とは骨髄で赤血球が成熟する過程で作る細胞集団である。
赤血球は骨髄で造血幹細胞から作られるが、その分化・成熟には骨髄においてマクロファージが大きく関わっている。
骨髄において、赤血球の幼若な段階である赤芽球はマクロファージを中心にその回りを取り囲むように数個から数十個が集団で寄り集まっている。中心に存在するマクロファージは赤芽球に接し、ヘモグロビンの合成に不可欠な鉄や細胞の生育に必要な物質を供給し、成熟をコントロールし、また脱核させた核の処理や、不要になった赤血球細胞の除去にも関与している
。
この、骨髄内においてマクロファージを中心に赤芽球が集まり、赤血球の形成に関わっている細胞集団を赤芽球島もしくは赤芽球小島という。